# Anja Rugelj
Anja Rugelj, slovenska kolesarka, * 25. junij 1986.